# Abby Bishop
Pour les articles homonymes, voir Bishop.
Abby Bishop, née le 29 novembre 1988 à Booleroo Centre, en Australie, est une joueuse australienne de basket-ball. Elle évolue au poste d'ailière.

## Biographie
Après une première saison réussie à Perpignan en 2012-2013, elle signe dès mars 2013 pour une seconde année au club français mais doit y renoncer après les revers financiers du club pour rejoindre Canberra en WNBL (18,5 points, 10,3 rebonds et 2,4 passes décisives). Après avoir disputé la fin de saison en Hongrie avec, elle signe pour deux nouvelles saisons avec Canberra. 
Après la fin de la saison australienne (23 points et 10,6 rebonds) sans qualification pour les play-offs, elle enchaîne en Hongrie au DVTK Miskolc. Avec Miskolc, elle inscrit en moyenne 12,3 points et 6,4 rebonds. Elle signe en mai pour l'autre club hongrois de Sopron qu'elle rejoindra en novembre, au terme de la saison WNBA. En effet, elle est signée par le Storm de Seattle.
Mi-2015, elle signe un contrat pour le club hongrois UNIQA Sopron, mais doit renoncer à cet engagement en raison d'une blessure. Elle s'engage peu après en faveur du club australien Canberra Capitals.
En 2015-2016, elle évolue à Canberra (13,3 points, 5,4 rebonds et 1,5 passe décisive pour 10,5 d'évaluation), avant d'effectuer une saison WNBA vec le Storm de Seattle. Non sélectionnée pour les Jeux olympiques, elle arrive à Tarbes pour suppléer la défection de Jenna Smith. Elle y retrouve François Gomez, son ancien coach : « C’est une joueuse de haut niveau qui devrait nous amener de la sécurité tant par son adresse que par son intelligence de jeu. Elle voulait faire une année blanche, mais à Perpignan, on avait créé un lien affectif et c’est un beau cadeau qu’elle nous fait en venant au TGB. »
Après une saison 2017-2018 passée entre Adelaïde et Novossibirsk, elle doit effectuer son retour en LFB pour la saison 2018-2019 pour remplacer Michelle Plouffe comme intérieure de Tarbes. Cependant, elle annonce son retour dans le championnat hongrois, s’étant engagée pour le vice-champion en titre de l’Atomerőmű KSC Szekszárd.

## Palmarès
- Vainqueur du championnat d'Océanie 2007 et 2011
- Jeux olympiques d'été
  -  Médaille de bronze des Jeux olympiques de 2012 à Londres,  Royaume-Uni[13]